# Statens lokalförsörjningsverk
Statens lokalförsörjningsverk var en svensk statlig stabs- och servicemyndighet under åren 1993–1998, vilken hade i uppdrag att förse regeringen med underlag för bedömning av de statliga myndigheternas behov av lokaler.

## Historia
Vid avvecklingen av Byggnadsstyrelsen den 1 januari 1993 bildades de två statliga myndigheterna Statens fastighetsverk och Statens lokalförsörjningsverk. Fastighetsverket fick ansvaret för förvaltning av statens fastigheter så som utlandsfastigheter, de kungliga slotten, regeringsbyggnader, vissa kulturfastigheter och gamla fästningar, med mera, medan Lokalförsörjningsverket blev en stabs- och servicemyndighet som skulle förse regeringen med underlag för bedömning av de statliga myndigheternas resursanspråk ifråga om lokalförsörjning och i övrigt bistå regeringen med utredningar i lokalförsörjningsärenden. Lokalförsörjningsverket svarade också för utredningar av byggnadsprojekt i tidiga skeden, prisomräkningar för lokalkostnader och vissa förhandlingsuppgifter. På uppdrag av andra statliga myndigheter tillhandahöll Lokalförsörjningsverket tjänster inom lokalförsörjningsområdet. Lokalförsörjningsverket ansvarade även för det kvarstående avvecklingsarbetet av Byggnadsstyrelsen under perioden 28 februari 1995 till den 30 juni 1996.
Lokalförsörjningsverket avvecklades den 1 januari 1998 och uppgifterna att lämna stöd till regeringen i budgetarbetet, samt att förvalta och avveckla tomma lokaler, lades över på Statskontoret.
Avvecklingen av Lokalförsörjningsverket skedde då avgifterna i serviceverksamheten inte täckte kostnaderna, myndigheternas efterfrågan på myndighetens service var begränsad och att myndigheterna istället kunde upphandla tjänsterna på den privata marknaden.
Generaldirektör för Lokalförsörjningsverket under åren 1993–1998 var Bo Jonsson.